# Spaniens Grand Prix 2015
Spaniens Grand Prix 2015, officiellt Formula 1 Gran Premio de España Pirelli 2015, var en Formel 1-tävling som hölls den 10 maj 2015 på Circuit de Barcelona-Catalunya i Katalonien, Spanien. Det var den femte tävlingen av Formel 1-säsongen 2015 och kördes över 66 varv. Vinnare av loppet blev Nico Rosberg för Mercedes, tvåa blev Lewis Hamilton, även han för Mercedes, och trea blev Sebastian Vettel för Ferrari.

## Kvalet
| KR. | Nr | Förare            | Konstruktör          | Q1       | Q2       | Q3       | Grid |
| --- | -- | ----------------- | -------------------- | -------- | -------- | -------- | ---- |
| 1   | 6  | Nico Rosberg      | Mercedes             | 1:26,490 | 1:25,166 | 1:24,681 | 1    |
| 2   | 44 | Lewis Hamilton    | Mercedes             | 1:26,382 | 1:25,740 | 1:24,948 | 2    |
| 3   | 5  | Sebastian Vettel  | Ferrari              | 1:27,534 | 1:26,167 | 1:25,458 | 3    |
| 4   | 77 | Valtteri Bottas   | Williams-Mercedes    | 1:27,262 | 1:26,197 | 1:25,694 | 4    |
| 5   | 55 | Carlos Sainz, Jr. | Toro Rosso-Renault   | 1:26,773 | 1:26,475 | 1:26,136 | 5    |
| 6   | 33 | Max Verstappen    | Toro Rosso-Renault   | 1:27,393 | 1:26,441 | 1:26,249 | 6    |
| 7   | 7  | Kimi Räikkönen    | Ferrari              | 1:26,637 | 1:26,016 | 1:26,414 | 7    |
| 8   | 26 | Daniil Kvyat      | Red Bull-Renault     | 1:27,833 | 1:26,889 | 1:26,629 | 8    |
| 9   | 19 | Felipe Massa      | Williams-Mercedes    | 1:27,165 | 1:26:147 | 1:26,757 | 9    |
| 10  | 3  | Daniel Ricciardo  | Red Bull-Renault     | 1:26,611 | 1:26,692 | 1:26,770 | 10   |
| 11  | 8  | Romain Grosjean   | Lotus-Mercedes       | 1:27,383 | 1:27,375 |          | 11   |
| 12  | 13 | Pastor Maldonado  | Lotus-Mercedes       | 1:27,281 | 1:27,450 |          | 12   |
| 13  | 14 | Fernando Alonso   | McLaren-Honda        | 1:27,941 | 1:27,760 |          | 13   |
| 14  | 22 | Jenson Button     | McLaren-Honda        | 1:27,813 | 1:27,854 |          | 14   |
| 15  | 12 | Felipe Nasr       | Sauber-Ferrari       | 1:27,625 | 1:28,000 |          | 15   |
| 16  | 9  | Marcus Ericsson   | Sauber-Ferrari       | 1:28,112 |          |          | 16   |
| 17  | 27 | Nico Hülkenberg   | Force India-Mercedes | 1:28,365 |          |          | 17   |
| 18  | 11 | Sergio Pérez      | Force India-Mercedes | 1:28,442 |          |          | 18   |
| 19  | 28 | Will Stevens      | Marussia-Ferrari     | 1:31,200 |          |          | 19   |
| 20  | 98 | Roberto Merhi     | Marussia-Ferrari     | 1:32,038 |          |          | 20   |

| Vidare från första kvalrundan ▬▬ Vidare från andra kvalrundan ▬▬ |

## Loppet

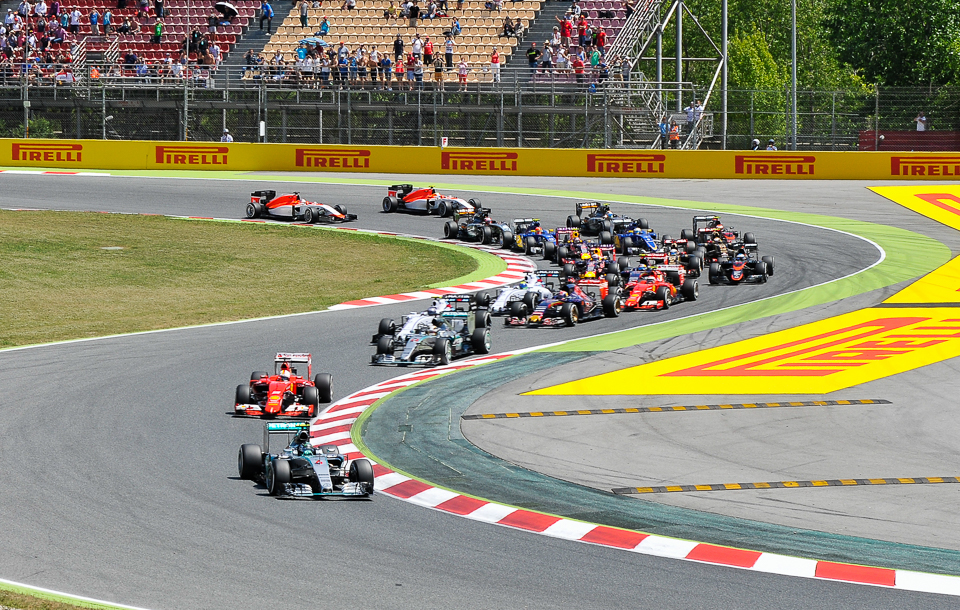
Första varvet.

| Pos. | Nr | Förare           | Konstruktör          | Varv | Tid         | Grid | P  |
| ---- | -- | ---------------- | -------------------- | ---- | ----------- | ---- | -- |
| 1    | 6  | Nico Rosberg     | Mercedes             | 66   | 1:41:12,555 | 1    | 25 |
| 2    | 44 | Lewis Hamilton   | Mercedes             | 66   | +17,551     | 2    | 18 |
| 3    | 5  | Sebastian Vettel | Ferrari              | 66   | +45,342     | 3    | 15 |
| 4    | 77 | Valtteri Bottas  | Williams-Mercedes    | 66   | +59,217     | 4    | 12 |
| 5    | 7  | Kimi Räikkönen   | Ferrari              | 66   | +60,002     | 7    | 10 |
| 6    | 19 | Felipe Massa     | Williams-Mercedes    | 66   | +81,314     | 9    | 8  |
| 7    | 3  | Daniel Ricciardo | Red Bull-Renault     | 65   | +1 varv     | 10   | 6  |
| 8    | 8  | Romain Grosjean  | Lotus-Mercedes       | 65   | +1 varv     | 11   | 4  |
| 9    | 55 | Carlos Sainz Jr. | Toro Rosso-Renault   | 65   | +1 varv     | 5    | 2  |
| 10   | 26 | Daniil Kvyat     | Red Bull-Renault     | 65   | +1 varv     | 8    | 1  |
| 11   | 33 | Max Verstappen   | Toro Rosso-Renault   | 65   | +1 varv     | 6    |    |
| 12   | 12 | Felipe Nasr      | Sauber-Ferrari       | 65   | +1 varv     | 15   |    |
| 13   | 11 | Sergio Pérez     | Force India-Mercedes | 65   | +1 varv     | 18   |    |
| 14   | 9  | Marcus Ericsson  | Sauber-Ferrari       | 65   | +1 varv     | 16   |    |
| 15   | 27 | Nico Hülkenberg  | Force India-Mercedes | 65   | +1 varv     | 17   |    |
| 16   | 22 | Jenson Button    | McLaren-Honda        | 65   | +1 varv     | 14   |    |
| 17   | 28 | Will Stevens     | Marussia-Ferrari     | 63   | +3 varv     | 19   |    |
| 18   | 98 | Roberto Merhi    | Marussia-Ferrari     | 62   | +4 varv     | 20   |    |
| Ret  | 13 | Pastor Maldonado | Lotus-Mercedes       | 47   | Skada       | 12   |    |
| Ret  | 14 | Fernando Alonso  | McLaren-Honda        | 28   | Bromsar     | 13   |    |

| Förare och stall som tog poäng ▬▬ |

## Ställning efter loppet
|     | Pos. | Förare           | Poäng |
| --- | ---- | ---------------- | ----- |
| ▬   | 1    | Lewis Hamilton   | 111   |
| ▬   | 2    | Nico Rosberg     | 91    |
| ▬   | 3    | Sebastian Vettel | 80    |
| ▬   | 4    | Kimi Räikkönen   | 52    |
| ▲ 1 | 5    | Valtteri Bottas  | 42    |

|   | Pos. | Konstruktör       | Poäng |
| - | ---- | ----------------- | ----- |
| ▬ | 1    | Mercedes          | 202   |
| ▬ | 2    | Ferrari           | 132   |
| ▬ | 3    | Williams-Mercedes | 81    |
| ▬ | 4    | Red Bull-Renault  | 30    |
| ▬ | 5    | Sauber-Ferrari    | 19    |

- Notering: Endast de fem bästa placeringarna i vardera mästerskap finns med på listorna.